# Kalaw
Kalaw – miasto w Mjanmie, w stanie Szan. Według danych na rok 2014 liczyło 57 797 mieszkańców.